# Binswangen
Binswangen – miejscowość i gmina w Niemczech, w kraju związkowym Bawaria, w rejencji Szwabia, w regionie Augsburg, w powiecie Dillingen an der Donau, wchodzi w skład wspólnoty administracyjnej Wertingen. Leży na obrzeżach Jury Szwabskiej, około 10 km na wschód od Dillingen an der Donau.

## Demografia
| Rok  | Liczba mieszk. |
| ---- | -------------- |
| 1970 | 1 011          |
| 1987 | 1 094          |
| 2000 | 1 249          |

## Polityka
Wójtem gminy jest Anton Winkler, rada gminy składa się z 12 osób.
|      | CSU | FWG | BB/Parteilose | Razem |
| 2008 | 4   | 4   | 4             | 12    |
| 2002 | 3   | 5   | 4             | 12    |